# Afton (Minnesota)
Afton es una ciudad ubicada en el condado de Washington en el estado estadounidense de Minnesota. En el Censo de 2010 tenía una población de 2886 habitantes y una densidad poblacional de 42,18 personas por km².

## Geografía
Afton se encuentra ubicada en las coordenadas 44°53′56″N 92°49′9″O / 44.89889, -92.81917. Según la Oficina del Censo de los Estados Unidos, Afton tiene una superficie total de 68.42 km², de la cual 64.88 km² corresponden a tierra firme y (5.18%) 3.54 km² es agua.

## Demografía
Según el censo de 2010, había 2886 personas residiendo en Afton. La densidad de población era de 42,18 hab./km². De los 2886 habitantes, Afton estaba compuesto por el 93.31% blancos, el 0.66% eran afroamericanos, el 0.42% eran amerindios, el 4.26% eran asiáticos, el 0.07% eran isleños del Pacífico, el 0.55% eran de otras razas y el 0.73% pertenecían a dos o más razas. Del total de la población el 1.66% eran hispanos o latinos de cualquier raza.